# عقد 370 هـ
عقد 370 هـ هو الفترة بين عام 370 إلى 379 في التقويم الهجري، أي العشر سنوات الثامنة من القرن الرابع الهجري.